# Bootzheim
Bootzheim település Franciaországban, Bas-Rhin megyében. Lakosainak száma 795 fő (2022. január 1.). Bootzheim Artolsheim, Hessenheim és Mackenheim községekkel határos.

## Népesség
A település népességének változása:
| Lakosok száma | 694  | 722  | 732  | 728  | 745  | 763  | 780  | 790  | 795  |
|               | 2013 | 2015 | 2016 | 2017 | 2018 | 2019 | 2020 | 2021 | 2022 |